# Joaquín Palacio
José Joaquín Palacio Pantaleón de Palacio y Pover (ur. 27 lipca 1901 w Bilbao, zm. 27 maja 1989) – hiszpański kierowca wyścigowy.

## Kariera
Urodził się w Bilbao. Karierę rozpoczął w latach 20., amatorsko ścigając się motocyklami i samochodami. Przed II wojną światową, z powodu utrudnień w uprawianiu sportów motorowych w Hiszpanii, ścigał się rzadko, rywalizując Bugatti i Maserati m.in. w Grand Prix Penya Rhin (1933 – 4 miejsce, 1934 – 5 miejsce). W 1946 roku nie ukończył tego wyścigu. W 1951 roku był zgłoszony do Grand Prix Hiszpanii, ale nie pojawił się na Grand Prix. Następnie ścigał się samochodami Pegaso. W latach 1952–1953 był zgłoszony na Pegaso Z-102 do wyścigu 24h Le Mans, ale nie wziął udziału w wyścigu. W 1954 roku, ścigając się Pegaso Spyder, zwyciężył w wyścigu Coppa Montjuich.

## Wyniki w Formule 1
| Legenda oznaczeń w tabelach wyników Wyświetl szablon na nowej stronie | Legenda oznaczeń w tabelach wyników Wyświetl szablon na nowej stronie                                                                     |
| Oznaczenie                                                            | Wyjaśnienie |
| --------------------------------------------------------------------- | --- |
| Złoty                                                                 | Zwycięzca lub mistrzostwo |
| Srebrny                                                               | 2. miejsce lub wicemistrzostwo |
| Brązowy                                                               | 3. miejsce lub II wicemistrzostwo |
| Zielony                                                               | Ukończył, punktował (w klasyfikacji generalnej, gdy zdobył co najmniej jeden punkt na przestrzeni sezonu, poza trzema powyższymi opcjami) |
| Niebieski                                                             | Ukończył, nie punktował (w klasyfikacji generalnej, gdy nie zdobył co najmniej jednego punktu na przestrzeni sezonu)                      |
| Czerwony                                                              | Nie zakwalifikował się (NZ) |
| Czerwony                                                              | Nie prekwalifikował się (NPK) |
| Różowy                                                                | Nie ukończył (NU) |
| Różowy                                                                | Niesklasyfikowany (NS) (w klasyfikacji generalnej, gdy nie został sklasyfikowany w żadnym wyścigu sezonu)                                 |
| Czarny                                                                | Zdyskwalifikowany (DK) |
| Czarny                                                                | Wykluczony (WYK/EX) |
| Biały                                                                 | Nie wystartował (NW) |
| Biały                                                                 | Kontuzjowany (K/INJ) |
| Biały                                                                 | Wyścig odwołany (OD/C) |
| Bez koloru                                                            | Został wycofany (WYC/WD) |
| Bez koloru                                                            | Nie przybył (NP/DNA) |
| Bez koloru                                                            | Nie brał udziału w treningach (NT/DNP) |
| Bez koloru                                                            | Nie został zgłoszony (–) |
| Pogrubienie                                                           | Start z pole position |
| Kursywa                                                               | Najszybsze okrążenie wyścigu |
| †                                                                     | Nie ukończył, ale jego rezultat został zaliczony ze względu na przejechanie więcej niż 90% dystansu wyścigu.                              |
| *                                                                     | Sezon w trakcie |
| 1/2/3                                                                 | Punktowana pozycja w sprincie kwalifikacyjnym                                                                                             |
| Lista systemów punktacji Formuły 1                                    | |

| Rok  | Zespół          | Bolid            | Silnik   | Wyniki w poszczególnych eliminacjach | Wyniki w poszczególnych eliminacjach | Wyniki w poszczególnych eliminacjach | Wyniki w poszczególnych eliminacjach | Wyniki w poszczególnych eliminacjach | Wyniki w poszczególnych eliminacjach | Wyniki w poszczególnych eliminacjach | Wyniki w poszczególnych eliminacjach | Punkty | Pozycja |
| ---- | --------------- | ---------------- | -------- | ------------------------------------ | ------------------------------------ | ------------------------------------ | ------------------------------------ | ------------------------------------ | ------------------------------------ | ------------------------------------ | ------------------------------------ | ------ | ------- |
| 1951 | Scuderia Milano | Maserati 4CLT-48 | Maserati | Szwajcaria                           | Stany Zjednoczone                    | Belgia                               | Francja                              | Wielka Brytania                      | Niemcy                               | Włochy                               |                                      | 0      | NS      |
| 1951 | Scuderia Milano | Maserati 4CLT-48 | Maserati | –                                    | –                                    | –                                    | –                                    | –                                    | –                                    | –                                    | NW                                   | 0      | NS      |